# Takeo Daigo
 (décembre 2019).
Le contenu est difficilement compréhensible vu les erreurs de traduction, qui sont peut-être dues à l'utilisation d'un logiciel de traduction automatique.
Takeo Daigo (醍醐 猛夫, Daigo Takeo), né le 15 novembre 1938 à Kita-ku (Tokyo) et mort le 11 décembre 2019 à Tokyo, était un receveur de baseball professionnel japonais. Il a joué dans Nippon Professional Baseball pour la franchise Orions.
Daigo est né à Kita (Tokyo), le 15 novembre 1938. En tant que joueur de baseball au lycée, il a participé aux tournois de Kōshien aux côtés de battemymate Sadaharu Oh en 1956. Lorsque Daigo a fait ses débuts Nippon Professional Baseball en 1957, son équipe s'appelait les Mainichi Orions. À sa retraite en tant que joueur en 1975, l'équipe était devenue connue sous le nom de Lotte Orions. Daigo était un frappeur de carrière,234/,275/,324, et n'est pas connu pour son pouvoir. Après avoir pris sa retraite de joueur, Daigo est devenu entraîneur des Orions/Marines. Il est décédé à Tokyo des suites d'une leucémie myéloïde aiguë le 11 décembre 2019, à l'âge de 81 ans.